# Glotis
La glotis es la porción más estrecha de la luz laríngea, espacio que está limitado por las cuerdas vocales, la porción vocal de los aritenoides y el área interaritenoidea.
En el ser humano, la laringe tiene diversas funciones interviniendo en la fonación, la deglución y como mecanismo de defensa.
Cuando las cuerdas vocales vibran, el sonido resultante tiene una cualidad, llamada voz o sonoridad. Como contraste, cuando no vibran se dice que el sonido es sordo.
Los sonidos en cuya producción interviene sólo la glotis se llaman glotales. Por ejemplo, el inglés tiene una fricativa glotal sorda, que se escribe "h". El árabe tiene también este fonema, y también un golpe vocal, llamado hamza. Numerosas lenguas en todos los continentes poseen oclusiva glotal: el alemán cuando una palabra empieza por vocal tónica, las lenguas semíticas, las lenguas mayas, las lenguas utoaztecas, el ainú, entre otras más.
Los músicos avanzados de didgeridoo restringen su apertura glotal para producir el abanico completo de timbres disponibles en el instrumento.
(ver “Acoustics: The vocal tract and the sound of a didgeridoo”, de Tarnopolsky et al. en Nature 436, 39 (7 de julio de 2005).
- Las consonantes sonoras incluyen /w/, /v/, /z/, /ʒ/, /d͡ʒ/, /ð/, /b/, /d/, y /g/.
- Las consonantes sordas incluyen /h/, /ʍ/, /f/, /s/, /ʃ/, /t͡ʃ/, /θ/, /p/, /t/.

- Datos: Q374418
- Multimedia: Glottis / Q374418